# Issé
Issé é uma comuna francesa na região administrativa do País do Loire, no departamento de Loire-Atlantique. Estende-se por uma área de 38.66 km². Em 2010 a comuna tinha 1 853 habitantes (densidade: 47,9 hab./km²).